# Ponorová priepasť (Kras Słowacko-Węgierski)
Ponorová priepasť (też: Ponorná priepasť, Brezoblatný ponor; pol. Ponorowa Przepaść) – jaskinia fluwiokrasowa z okresowym ciekiem wodnym, o rozwinięciu pionowym, w Krasie Słowacko-Węgierskim na Słowacji. Głębokość 135 m.

## Położenie
Jaskinia znajduje się w zachodniej części Płaskowyżu Silickiego (słow. Silická planina), ok. 2 km na pn.-zach. od wsi Silická Brezová, w miejscu zwanym Mokré lúky (węg. Nyír-sár, pol. Mokre Łąki). Otwór wejściowy na wysokości ok. 500 m n.p.m. W pobliżu znajduje się szereg innych zagłębień terenu z okresowymi ponorami.

## Charakterystyka
Otwór wejściowy znajduje się na dnie leja krasowego o średnicy ok. 25 m. Jaskinia wytworzyła się na granicy pomiędzy wapieniami tzw. reiflingskimi a warstwami zielonkawych skał ilastych. Ma postać stromo opadającej przepaści bez bocznych odgałęzień, złożonej z szeregu łączących się stopni. Stopnie nie są wysokie, nie przekraczają 10 m. Część z nich nie jest pionowa, lecz ma postać stromo opadających sztolni, niektóre są pochodzenia zapadliskowego.
Przez większą część roku przepaść jest sucha. Woda płynie nią jedynie wiosną w porze topnienia śniegów oraz po dłuższych, intensywnych opadach. Wówczas najniższy poziom jaskini jest zatopiony. Poza tym na dnie stwierdzono słaby (ok. 0,5 l/s) wypływ wody z bocznej szczeliny. Niknie ona w syfonie, który jest wypełniony sedymentami i dotychczas nie został pokonany.

## Historia poznania
Jaskinię odkrył w roku 1955 Ján Majko, który wraz z towarzyszami osiągnął w niej głębokość 130 m. Na początku lat 80. XX w. zmapowała ją grupa pod kierownictwem G. Stibrányi'ego, która równolegle w l. 1981-84 usiłowała pokonać – bez sukcesu – końcowy syfon.

## Ochrona
Jaskinia leży w granicach Parku Narodowego Kras Słowacki. Od 1995 r. jest chroniona jako pomnik przyrody (słow. Prírodná pamiatka).

## Turystyka
Jaskinia nie jest dostępna do zwiedzania turystycznego.